# Fédération camerounaise de scrabble
La Féderation camerounaise de Scrabble (FecaScrab) est une organisation déclarée en 1990 et régie par la loi de 1901 du droit camerounais, rassemblant les professionnels de Scrabble au Cameroun. Sous l'égide du ministère des Sports et de l’Éducation physique, elle a pour mission d'organiser et de promouvoir le Scrabble dans tout le pays.

## Historique
La Fédération camerounaise de scrabble, fondée en 1990, obtient son agrément officiel en 2017. Elle participe  pour la première fois au Championnat Mondial de Scrabble en 1999 en Suisse et s'affile à la Confédération Africaine de Scrabble Francophone en 2017. 

## Les présidents successifs
Le président de la FecaScrab est Amédée Assomo,.

## Palmarès

### Championnats d'Afrique de Scrabble
En 2016, au championnat d'Afrique de Scrabble (CHAMPAS) organisé à Lomé, le Camerounais  François Roland Balog remporte la médaille de Bronze Elite Duplicate tandis que Patrick Ulrich Seunang gagne la médaille de bronze blitz.
En 2019 au Congo Brazaville, le pays en compte  deux ; une médaille d’Or à la Coupe des Nations et une médaille d’Argent Elite Classique reçue par Stéphane RodrigueTchebe.
À la CAN de Scrabble de 2022 organisée à domicile, le camerounais King Josaphat Nkouete Chewa est médaillé d’or.